# Arxiu Parroquial de Santa Maria del Pi
L'Arxiu de la Basílica parroquial de Santa Maria del Pi és un arxiu públic eclesial situat a la mateixa Basílica, a la plaça del Pi número 7 de Barcelona. És considerat l'arxiu parroquial més important de la ciutat. El volum de la documentació i la seva qualitat és el resultat dels més de mil anys d'existència de la parròquia del Pi, que va esdevenir una de les més grans i actives i centre d'una jurisdicció que incloïa pràcticament la meitat de la ciutat dins de les muralles i gran part de la meitat occidental del Pla de Barcelona, arribat fins a la població de Sants que en va ser sufragània fins a l'any 1840 La gestió d'aquesta extensa demarcació produïa una gran quantitat de documentació que va enriquir els fons de l'arxiu al llarg de la seva història.
Els seus primers registres documentals es remunten al segle xii i els períodes més interessants són els del segle xv al xviii. L'arxiu continua en l'actualitat acollin la documentació que genera l'activitat de la Basílica.

## Història

### Segles XIV a XVI

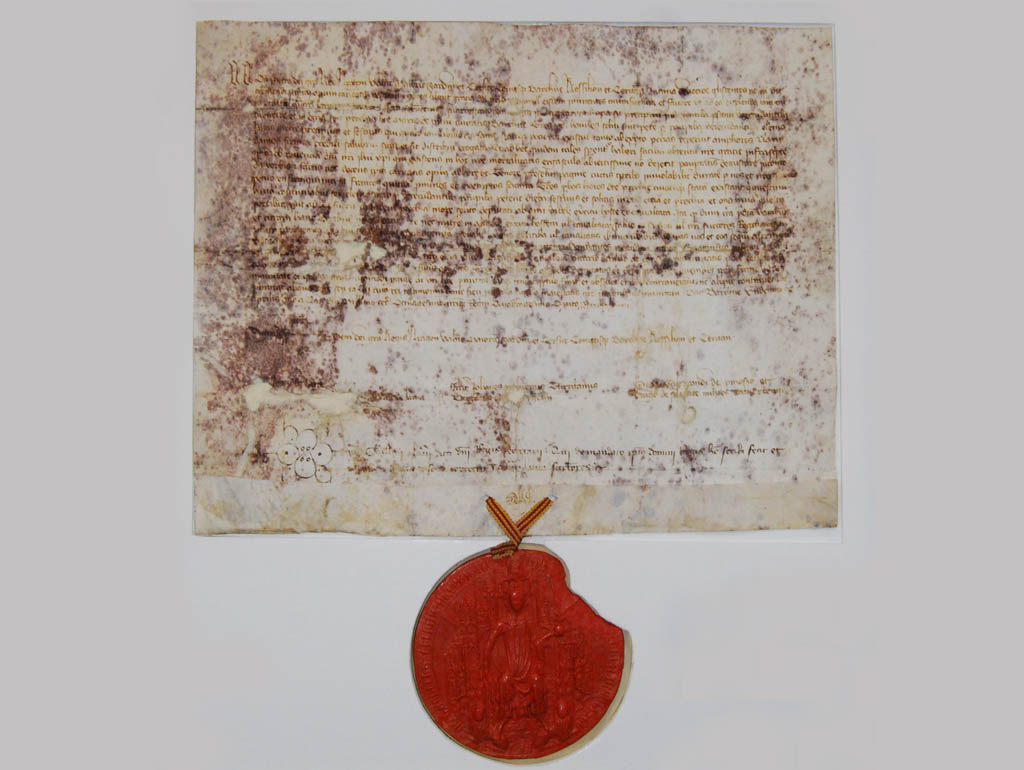
Privilegi del rei Pere el Cerimoniós concedint l'exempció militar als baciners del Plat del Pobre Vergonyant del Pi l'any 1380.

L'arxiu va començar a ser agrupat cap a finals del segle xiv, encara amb l'església construint-se. Durant el segle xv se sistematitzaren els registres sagramentals i la documentació administrativa, censal i notarial de la rectoria, coincidint amb els rectorats d'Alfons de Tous i de Felip de Malla. En aquell moment es verifica l'erecció canònica de la Reverenda Comunitat de Preveres (1402) i es comença a compilar la documentació de gestió d'aquesta entitat que s'afegeix a la de la rectoria i el sagramental. Pocs anys després s'organitza la Junta d'Obra com a entitat autònoma i es crea també el seu arxiu que reunirà les actes de l'assemblea de feligresos i els documents de l'administració de l'edifici, responsabilitat exclusiva de la Junta d'Obra.

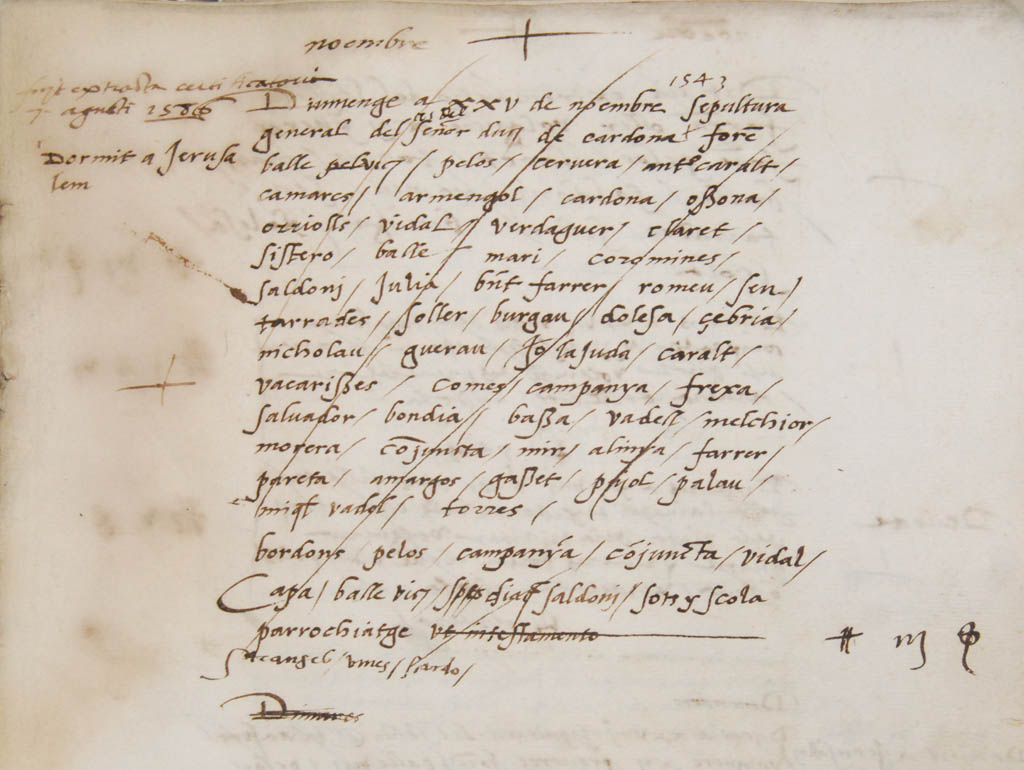
Anotació de l'òbit del duc Ferran I Joan Ramon Folc de Cardona, corresponent al 25 de novembre de 1543

L'any 1508 comença la redacció del «Llibre Negre de l'Obra» una de les fons primàries de l'arxiu i una de les més conegudes pels investigadors. Es tracta d'una crònica o memorial que recull nombroses notícies sobre la construcció de l'edifici gòtic i un inventari exhaustiu de l'església, del tresor, la biblioteca i l'arxiu, a més de diversa documentació sobre esdeveniments i obres realitzades per la feligresia. Cal esmentar la figura del gramàtic i humanista Pere Joan Matoses, membre de la comunitat de preveres i sagristà del Pi, el qual va oferir la seva important biblioteca a l'església per tal que fos oberta a tothom, convertint-se en una de les primeres biblioteques públiques de Barcelona. Ell mateix participa en la reorganització, amb criteris erudits, de la documentació existent i en realitzà la primera sistematització del fons.
També durant aquests anys s'inicia la sèrie de les «Determinacions de la Reverent Comunitat de Preveres», -les actes de la comunitat de preveres- una sèrie que es remunta al segle xiv però que és un registre complert des dels primers anys del segle xvi fins a l'any 1936, quan aquesta institució desapareix definitivament. La sèrie, per la quantitat d'informació, és una de les fonts més importants per a l'estudi de la història de la basílica i de les seves relacions amb la ciutat de Barcelona.
Per altra banda, la gestió de la parròquia es diversifica i comencen a aparèixer noves sèries documentals lligades a l'activitat dels organismes que en depenen com ara la Procura d'Herències, o les figures de l'Arxiver i el Bosser. També es genera una gran quantitat documentació de les associacions pies acollides com ara l'Arxiconfraria de la Puríssima Sang que s'adscriu al Pi l'any 1547. A finals del segle, seguint les directrius del Concili de Trento, es sistematitzen els registres de baptismes, matrimonis i altres registres sacramentals, (Quinque Libri) que s'uneixen als conservats des del període anterior com ara els d'òbits i funerària

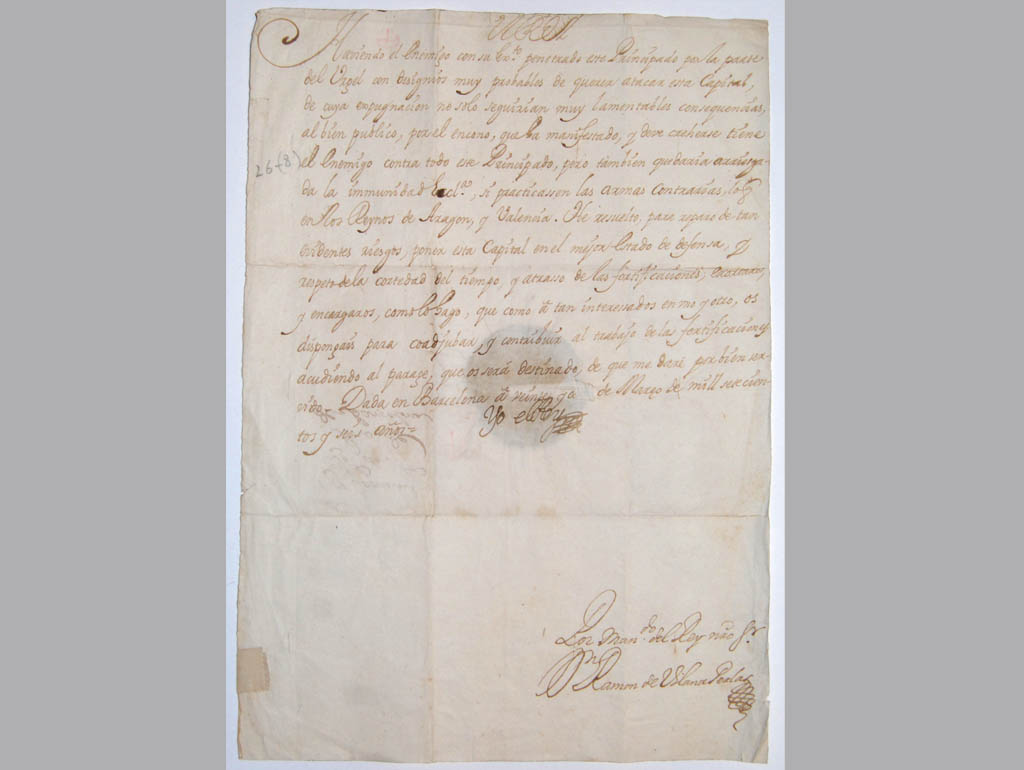
Carta signada per Ramon de Vilana-Perlas com a secretari d'estat de Carles III d'Habsburg, l'Arxiduc, demanant a la Comunitat del Pi que participi en la reconstrucció de les muralles de la Ciutat l'any 1706.

### Segles XVII i XVIII

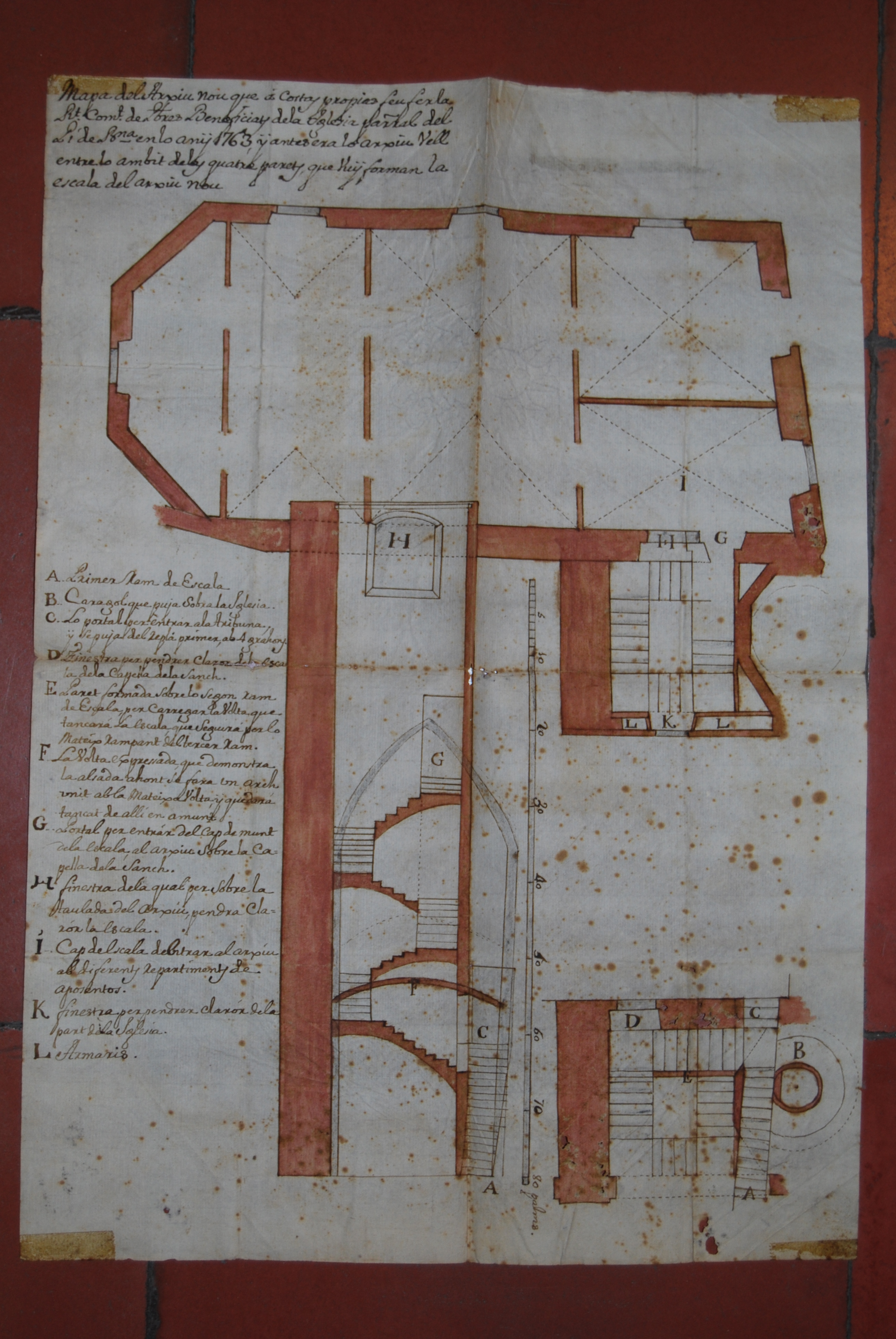
Planta i alçat del projecte del Nou Arxiu. Andreu Bosch i Riera, 1763

Durant el segle xvii, l'activitat de la parròquia del Pi se centra en l'aplicació de les directrius del Concili de Trento i de la pastoral que se'n desprèn. A principis d'aquest segle es continuen compilant d'una forma sistemàtica els llibres de matrimonis i de baptismes i es substitueixen els antics llibres litúrgics pels corresponents a la nova litúrgia. Els vells llibres de cor són retirats, reciclant-ne les planes en pergamí que són utilitzades per a les enquadernacions dels documents de l'arxiu. Això ha permès en l'actualitat recuperar molts documents dels segles anteriors a la construcció de l'església gòtica, com ara el pergamí conegut amb el nom popular del “Caplletra del Llebrer” de mitjan segle xii. També en aquest període comença a ser significativa la documentació legal i notarial, i la generada per la relació de la parròquia amb la jerarquia eclesial i amb institucions com ara el Consell de Cent i la Diputació del General. En aquest sentit destaca la documentació relativa a la participació de la parròquia en la Guerra dels Segadors i en la de Successió, especialment pel que fa als setges soferts per la ciutat de Barcelona i que han estat motiu d'una exposició a la mateixa Basílica, a més de diverses intervencions acadèmiques emmarcades en la celebració del tricentenari de la caiguda de la ciutat, l'any 2014.
A causa de les dificultats per mantenir en la ubicació antiga un fons documental cada cop més gran, l'any 1743 es comença a plantejar el trasllat de l'arxiu a un lloc més adient. Finalment, l'any 1763 la Reverenda Comunitat es decideix a construir un edifici nou aprofitant el terrat de la capella de la Puríssima Sang i l'espai de la primera capella lateral de l'església en la qual s'ubica l'escala d'accés. El nou edifici, obra del mestre de cases de Teià Andreu Bosch i Riera (1720-1788) haurà d'encabir no només la documentació, sinó també les oficines de gestió i la nova sala capitular. Tot plegat s'inaugurava el dia 23 d'abril de 1764 amb la primera reunió del capítol. Aquesta infraestructura és la que ha arribat fins als nostres dies

### Segles XIX i XX
Malgrat que la documentació conservada d'aquest període és la d'una institució que comença a mostrar signes de decadència, encara es conserven sèries prou interessants. Els primers anys del segle xix (1806) és beatificat Sant Josep Oriol, prevere beneficiat del Pi que va morir l'any 1702. Coincidint amb aquest esdeveniment es compila tota la documentació que en fa referència i que s'afegeix a la ja conservada del procés de beatificació començat a mitjan segle xviii. Aquesta documentació, de la que es va enviar còpia a Roma i per a la que es van realitzar centenars d'enquestes a la gent que va conèixer directament el Sant, representa un testimoni excepcional de les formes d'expressió popular de la ciutat al segle xviii. Així com una font d'informació important sobre la música, l'art i la literatura generada al voltant d'aquesta beatificació.
També és interessant la documentació sobre el barri del Pi durant la Guerra del Francès, el Trienni Liberal i les Guerres Carlines, sobre la qual es conserva un important epistolari, la documentació relativa a les diverses desamortitzacions dels béns eclesiàstics i la de les lluites entre els sectors clericals i anticlericals de la societat barcelonina reflectides en la relació entre la Junta d'Obra i la Comunitat de Preveres.
Els primers anys del segle XX coincideixen amb el rectorat de Salvador Casañas i Pagès, el qual va impulsar la canonització de Sant Josep Oriol, de la que es conserva la documentació. En concordança amb l'ambient social i polític general, la Reverenda Comunitat estava en franca decadència i amb pocs residents. La vida parroquial continuà sense massa alteració fins a la Guerra Civil. En aquest període la compilació de la documentació experimenta un retrocés i les sèries són cada cop menys sistemàtiques, reduint-se pràcticament a les de caràcter econòmic i de gestió quotidiana.

#### El salvament de l'arxiu l'any 1936
L'any 1936 l'arxiu va ser salvat, gairebé en la seva totalitat, per l'heroïcitat d'uns funcionaris de la Generalitat, organitzats en escamots de salvament a instàncies d'Agustí Duran i Sanpere, en els que intervingueren activament en Martí de Riquer i Morera i en Jordi Rubió i Balaguer entre d'altres. El grup menat per aquest darrer va accedir a l'arxiu situat sobre la Capella de la Puríssima Sang gràcies a l'ajuda dels veins, mentre l'església i la capella eren incendiades. Amb moltes dificultats van extreure la major part de la documentació que va ser dipositada primerament al Convent de l'Esperança, més tard es va traslladar al Monestir de Pedralbes i finalment a una casa pairal de la localitat de Viladrau, fora de Barcelona, on es va reunir gran part del patrimoni documental català. Malgrat tot es va perdre part del sagramental corresponent als llibres de baptisme i els de matrimonis. L'any 1943, el Dr. Duran i Santpere retornà l'arxiu a la basílica quedant dipositat en l'antic emplaçament un cop restaurat per l'arquitecte Àngel Truñó i Rusiñol. En aquell moment s'incorporen definitivament a la documentació sacramental i a la de la Reverenda Comunitat, els arxius particulars de la Junta d'Obra i dels Vergonyants, que estaven dipositats en espais diferents fins a l'esclat de la Guerra Civil, i es conforma el fons documental actual.
La parròquia va anomenar arxiver l'historiador i erudit Mn. Trinitat Prat i Prat, rector de Vallvidrera i de Sant Pere de Reixac, que va iniciar la tasca ingent de re ordenar la documentació retornada. La seva tasca fou continuada a partir dels anys 1970 per mossèn Joan Miralles i Zamora seguint el criteri erudit del seu antecessor. L'any 1993, a causa de la jubilació de Mn. Joan, s'anomenà com a arxivera Núria Téllez Rodero que hi va introduir una sensible renovació aplicant-hi un criteri més tècnic, en el context del qual es va fer el primer quadre de classificació. Finalment l'any 2013, amb un nou equip en el qual hi participen tècnics i historiadors, es decideix tancar al públic per tal d'iniciar un treball de renovació en el que hi invertiran 3 anys. Durant aquest període es va fer un estudi en profunditat del productor identificant-ne els organismes generadors de documentació i el seu funcionament recuperant en gran part l'estructura original de l'arxiu, es va inventariar i encaixar la pràctica totalitat de la documentació, es va restaurar l'edifici i es va crear un nou dipòsit documental per a la documentació que segueix els criteris de conservació i manteniment actuals. El dia 29 de gener de 2016 es va inaugurar la rehabilitació realitzada.

## Fons documental

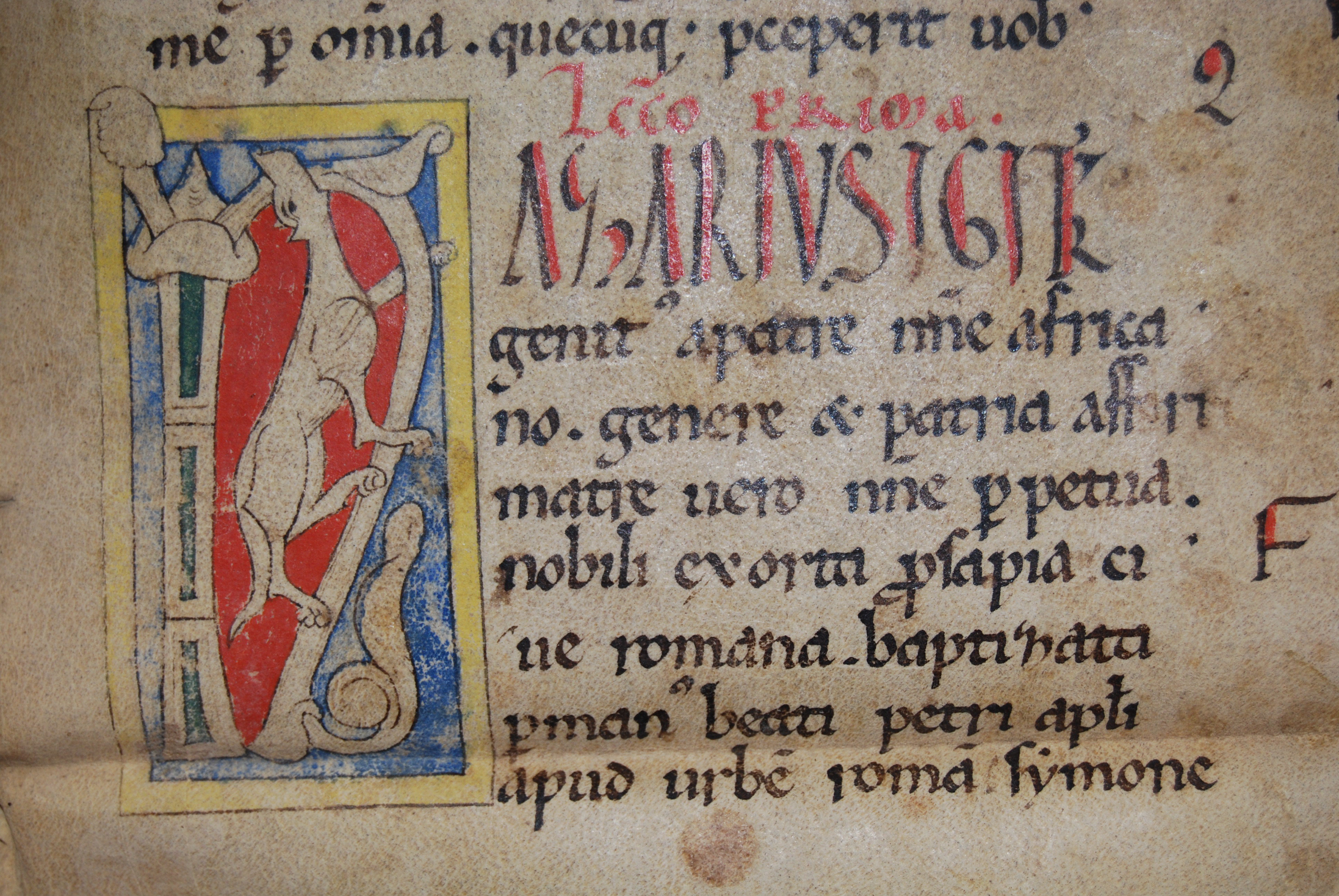
Caplletra "El Llebrer". Fragment d'un leccionari de matines del segle XII

La documentació que custodia no és només l'habitual en un arxiu parroquial, és a dir els fons sagramentals, sinó que és el resultat de la unió de l'arxiu de la Il·lustre Junta d'Obra, els laics que van gestionar l'edifici fins ben bé el segle xx, la Reverent Comunitat de Beneficiats, els encarregats de la pastoral de l'església i de la litúrgia i l'Ofici Diví, i els de les diferents corporacions que han anat existint associades a la Basílica en diversos moments de la seva història.

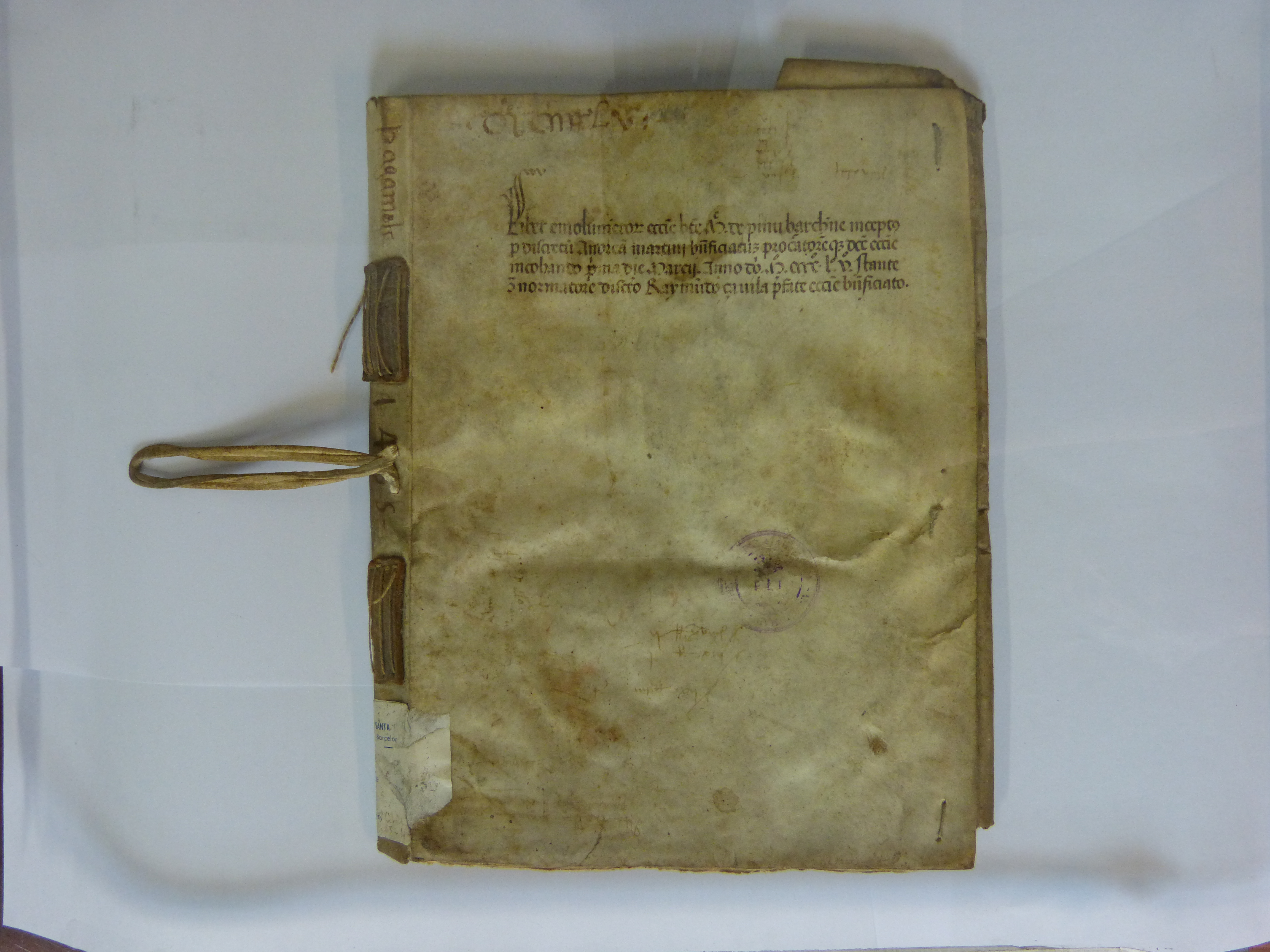
Llibre d'òbits corresponent a l'any 1455

El fons principal de l'Arxiu està format per la documentació que l'activitat parroquial ininterrompuda, del segle xii fins avui, ha anat generant. Els documents més antics són una sèrie de, aproximadament, 2000 pergamins de caràcter notarial, però la documentació sacramental, econòmica i administrativa abasta un període de 900 anys que arriba als nostres dies. Aquest és un fons viu que encara genera documentació. Alguns particulars, en diferents èpoques, han decidit llegar els seus fons a l'Arxiu, per la qual cosa és possible resseguir la vida social i econòmica, pública i privada, de la ciutat de Barcelona, sobretot del s. XV al s. XIX. Cal senyalar aquí la documentació personal del llinatge Copons, senyors de la Manresana. La Il·lustre Obra, actuant com a comitent d'artistes de renom, des del segle xiv, i l'especial relació de la parròquia del Pi amb els gremis de la ciutat han deixat, també, una gran varietat de documentació.
Destaquen les sèries de beneficència generades pel «Bací del Pobre Vergonyant» de les més antigues d'Europa en el seu gènere. Conservada pràcticament íntegra des de la seva fundació els primers anys del segle xv fins a l'actualitat, ja que encara genera documentació. Aquest conjunt documental ha estat, juntament amb el sagramental, una de les sèries més estudiades de l'arxiu.

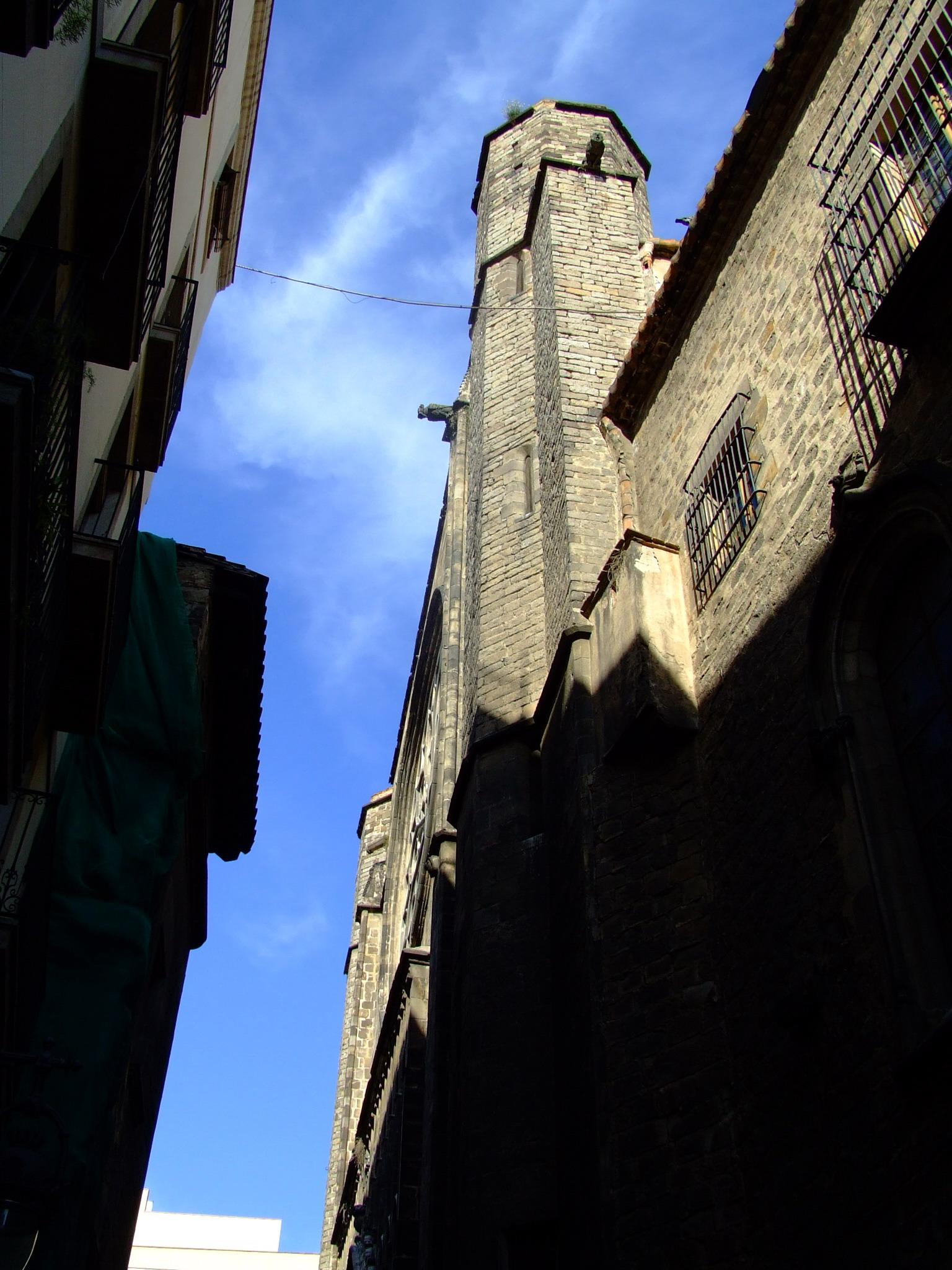
Façana de l'Arxiu al carrer del Cardenal Casañas

## Productors i sèries[25]
Actualment les sèries s'organitzen a partir de l'activitat dels productors històrics que ha tingut la Basílica:
La Parròquia, que inclou les sèries relatives a la gestió dels sagraments i el seu registre, la documentació econòmica de delmes i primícies, Dret Tarraconense, etc., la documentació domèstica i d'obres, i la dels diversos rectorats que inclouen tant documents personals dels rectors com de gestió de la parròquia. També s'inclou aquí la documentació relativa a la gestió sacramental de la parròquia de Sants que era sufragània. Es completa amb la documentació contemporània generada per la parròquia actual, la del seu Consell Pastoral i la de les diverses comissions que en depenen.
La Reverenda Comunitat de Preveres Beneficiats, que inclou la documentació de la mensa comunitària, és a dir la relativa als recursos econòmics comuns: censos, censals i propietats immobiliàries. La de gestió: com ara les nòmines dels beneficiats, pagaments diversos, nomenaments i col·lacions de beneficis, etc., i la de secretaria i la notarial que inclou la fundació de misses i aniversaris, els plets, les marmessories, una gran quantitat de testaments i altres instruments notarials. Destaca la sèrie complerta de les actes del capítol de beneficiats iniciada l'any 1529 i conclosa el 1936.
La il·lustre Junta d'Obra, existent fins a l'any 1985, inclou la documentació relativa a la gestió de l'edifici de l'església, de les campanes, dels ornaments, retaules, tresor i biblioteca. Les obres de fàbrica i sumptuàries, i les rendes per a finançar-les amb la documentació notarial corresponent, així com la del manteniment dels fossars i altres dependències de la parròquia. S'afegeixen aquí les actes de l'Assemblea General dels Feligresos i les de la junta que aquesta nomenava, la documentació de les diverses comissions i la de la relació entre el Pi i altres institucions, tant polítiques com eclesiàstiques, que va generar al segle xix un interessant corpus epistolar.
| Productors             | Productors          | Sèries                        | Abast                    |
| ---------------------- | ------------------- | ----------------------------- | ------------------------ |
| Parròquia              | Rectoria            | Administratives               | segle xiv a l'actualitat |
| Parròquia              | Sagramental         | Registrals                    | s. XV a l'actualitat     |
| Reverenda Comunitat    | Procura d'Herències | De gerència                   | s. XV a 1936             |
| Reverenda Comunitat    | Arxiver             | Notarials                     | s. XV a 1936             |
| Reverenda Comunitat    | Bosser              | Econòmiques                   | segle xiv a 1936         |
| Il·lustre Junta d'Obra | Obrers              | Administratives i econòmiques | s. XV a 1985             |

## Altres fons i col·leccions[25]
La documentació conservada a l'APSMP es completa amb els fons que no pertanyen estrictament al productor Santa Maria del Pi, però que en un moment o altre al llarg de la història s'hi han vinculat. En aquest sentit són importants el fons de l'Arxiconfraria de la Puríssima Sang i el del Gremi de Tenders Revenedors, també els d'altres confraries com ara la del Roser, la del Gremi de Velers (Santa Espina) de Santa Teresa o de l'Ordre Tercer Carmelita. Els fons personals hi són representats per nombroses causes pies fundades per personatges de Barcelona des del segle xvi entre els quals destaquen: el fons personal de la Família Copons-Prous, senyors de la Manresana (s. XVII a XIX) i el de la família Puigmitja (s. XVI a XVIII) del qual encara es conserva l'armari arxiu de 1748.
Finalment també cal afegir les col·leccions de documentació gràfica: Fulletons (s. XVII a XX); gravats (s. XVIII a XX) i fotografies (S. XIX a XXI) a més de la biblioteca que posseeix volums des del segle xvi.